# Edvin Murati
Edvin Sabri Murati (ur. 12 listopada 1975 w Tiranie) – były albański piłkarz, reprezentant kraju. Występował na pozycji pomocnika.

## Kariera
Edvin Murati pierwsze kroki w piłce nożnej stawiał we Francji. Jest wychowankiem Paris Saint-Germain. Pierwsze swoje mecze w profesjonalnej lidze rozgrywał jako zawodnik LB Châteauroux. W sumie grał tam 31 ligowych spotkań. Następnie był piłkarzem Stade Briochin i ponownie Paris Saint-Germain. W sezonie 1998/1999 trafił do niemieckiej Fortuny Düsseldorf. Grał tu 11 razy. Następnie powrócił do Paryża. W 2000 roku trafił do Lille OSC, gdzie w ciągu dwóch sezonów grał w 29 ligowych spotkaniach. Strzelił też jednego gola. W 2002 roku przeszedł do greckiego Iraklisu Saloniki. W lidze grał 66 razy i strzelił 6 bramek. Karierę kończył w Panserraikosie.
Edvin Murati jest 41-krotnym reprezentantem Albanii. Strzelił 4 bramki.